# その人は昔
「その人は昔」（そのひとはむかし）は、1966年11月10日に発売された舟木一夫のアルバム。正式タイトルは「こころのステレオ その人は昔－東京の空の下で－」（こころのステレオ そのひとはむかし とうきょうのそらのしたで）。収録されている約57分の歌・音楽・朗読・セリフを全て含めて一つの楽曲（組曲）となっている。後に映画化、漫画化された。また、アルバム作品は1988年に初めてCDとして発売され、その後も1993年、2016年にもCDとして発売されている。

## 概要
舟木一夫のデビュー3周年で出された音楽物語（組曲）という企画レコードが異例のヒットで実写による映画にまでなったという作品。北海道の百人浜で出会った純朴な若い男女二人が希望を求め東京へ駆け落ちするも冷たい都会に翻弄される物語。
映画の主演は舟木一夫と内藤洋子。映画版では舟木一夫の役名は無く青年、内藤洋子（少女）は「洋子」と呼ばれ、漫画版では青年を「一夫」と少女を「洋子」とした。

## あらすじ
北海道の襟裳で青年と一人で家を支える少女（洋子）は出会い二人は乗馬を通じて恋に落ちるも貧しい生活でしかも洋子は飲んだくれの父親と母親の面倒と生活も見なければならなかった。二人は田舎での状況に耐えかね希望を求め東京へ駆け落ち上京。青年は地下の印刷工場で、洋子は会社地下の喫茶室で働き夜間学校での授業と日曜のデートで逢瀬を重ねていく。しかし都会の排気ガスと汚染された川、ほとんど日を浴びない生活、そして何より冷たい都会の環境に馴染めなかった洋子の心はいつしか荒み北海道が恋しくなっていく中、彼女の前にシティボーイの「あいつ」が現れ、彼との出会いで裕福な生活と贅沢の味を覚えた洋子は青年を拒絶するように彼の下を去っていく…

## スタッフ・キャスト
- 作：松山善三
- 音楽：船村徹
- 企画演出：栗山章
- 朗読：宇野重吉（劇団民藝）、松本典子（劇団民藝）
- 歌唱：舟木一夫
- 助唱：浜百合子
- 合唱：コロムビア合唱団
- 録音：飯田馨
- 進行：古野哲哉
- 写真：奈良橋一高
- 効果：フリック・プロ
- デザイン：日下弘
- スクリプト：万里村ゆき子
- カッティング：渡辺義之
- アートディレクター：清水英雄

## 映画版
1967年7月1日公開。制作は東京映画。配給は東宝。

### キャスト
- 青年：舟木一夫
- 少女（洋子）：内藤洋子
- あいつ：山中康司
- あいつの妻：金子勝美
- あいつの父：生方壮児
- 万引きの男：北代絢
- 不良学生：青木君雄、小石川隆二、斎藤幸雄
- 喫茶店のレジ：麻生三恵子
- 下宿の主人：大木徹三
- 巡査：中里賢二郎
- 「ボーグ」のマダム：輝山恵子
- 新聞売りのおばさん：歌川千恵
- 子供連れの女：千草恵子、富士里美
- ビルの受付：南城美紀
- 八百屋のおやじ：阿部博
- 印刷工場の同僚：木元章介
- 隣りのおばさん：平山美洋子
- バーテン：鈴木和夫
- 看護婦：川島由美子
- 仮面の男：中野ブラザース
- 仮面の女：篝伊都子
- キークラブの男：西原純
- キークラブの女：三井渓子

### スタッフ
- 監督・脚色・原作：松山善三
- 製作：椎野英之
- 撮影：岡崎宏三
- 美術：朝倉摂
- 音楽：船村徹
- 録音：長岡憲治
- 照明：榊原庸介
- 編集：広瀬千鶴
- スチル：橋山愈

### 主題歌・挿入歌
※全作詞：松山善三、全作曲・編曲：船村徹
- 主題歌
  - 「心こめて愛する人へ」（舟木一夫）

- 挿入歌
  - 「白馬のルンナ」（内藤洋子）
  - 「雨の日には」（内藤洋子）
  - 「恋のホロッポ」（舟木一夫、内藤洋子）
  - 「今度の日曜日」（舟木一夫、内藤洋子）

### 映像ソフト
- DVD - 2023年8月16日（発売元：東宝）[4]

## 漫画版
作画：ながやす巧（『別冊少年ジャンプ』（集英社）1970年 - 1971年連載）※単行本は諸事情により1971年にライバルである講談社KCコミックスから再版がされている。